# 栖本町立河内小学校
栖本町立河内小学校（すもとちょうりつ かわちしょうがっこう）は、熊本県天草郡栖本町大字河内（現・天草市）にあった小学校。

## 沿革
- 1875年（明治8年）4月 - 公立河内小学校創立
- 1907年（明治40年）4月1日 - 河内尋常高等小学校と改称
- 1908年（明治41年）4月 - 河内尋常小学校と改称
- 1941年（昭和16年） - 河内国民学校と改称
- 1947年（昭和22年） - 栖本村立河内小学校と改称
- 1962年（昭和37年） - 栖本町立河内小学校と改称
- 2001年（平成13年） - 栖本小学校へ統合